# Pelargonium tetragonum
Espèce
Classification phylogénétique

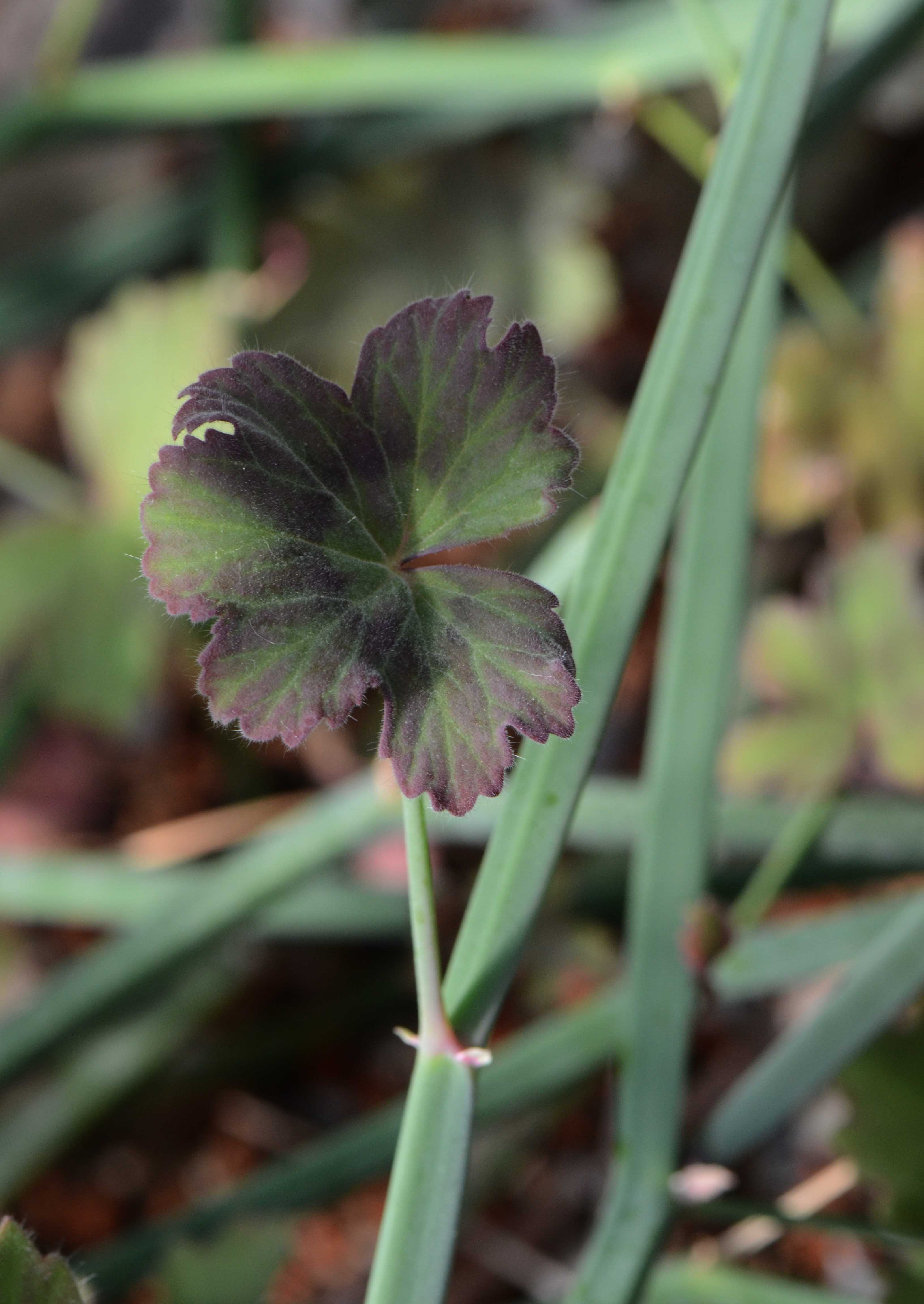
Pelargonium tetragonum, avec sa tige quadrangulaire.

Pelargonium tetragonum ou pélargonium tétragone est une espèce de plante vivace, aux tiges succulentes, de la famille des Geraniaceae, originaire d'Afrique du Sud.

## Étymologie
Le nom générique Pelargonium, en latin scientifique, dérive du grec pelargós (πελαργός), désignant la cigogne, la forme de leur fruit évoquant le bec de l'échassier. L'épithète spécifique tetragonum est un mot latin dérivé du  grec ancien τετράγωνον, tetragonon  « tétragone, carré » (Gaffiot).
Ce pélargonium fut collecté par Francis Masson, un jardinier écossais envoyé au Cap pour inventorier la flore locale. Il envoya des spécimens aux jardins botaniques royaux de Kew en 1774.

## Description
Le Pelargonium tetragonum est une plante xérophyte (adaptée aux habitats secs), formée essentiellement de rameaux, rampant ou s'appuyant sur d'autres végétaux, jusqu'à 2 m de haut. Les rameaux sont succulents, lisses, segmentés, à 3 ou 4 angles, parfois vrillés.
Quand elles sont présentes, les feuilles sont charnues, palmées à 5 lobes, avec parfois des zones rougeâtres. Le feuillage persistant est aromatique (avec un soupçon d'odeur camphrée), pourvu de poils glandulaires.
Les fleurs sont associées en paire, de couleur rose clair à crème. Elles possèdent souvent 4 pétales (parfois 5). Les 2 pétales supérieurs sont plus grands et veinés de rouge. L'hypanthium peut atteindre 6 cm de long. Les 7 étamines sont exsertes, avec des filaments courbés vers le haut.
En Afrique du Sud, la floraison a lieu de septembre à décembre.

## Distribution
Le Pelargonium tetragonum croît en milieu aride, dans une bande allant de Worcester à Grahamstown, en Afrique du Sud.